# Ла-Аг
Ла-Аг (фр. La Hague) — коммуна на северо-западе Франции, регион Нормандия, департамент Манш, округа Шербур, центр одноимённого кантона. Расположена в 19 км к западу от Шербур-ан-Котантена, в крайне северо-западной части полуострова Котантен на побережье Ла-Манша.
Население (на 2018 год) — 11 387 человек.

## История
Коммуна образована 1 января 2017 года путём слияния коммун: 
- Аквиль
- Бивиль
- Бомон-Аг
- Бранвиль-Аг
- Ваствиль
- Вовиль
- Гревиль-Аг
- Дигюльвиль
- Жобур
- Одервиль
- Омонвиль-ла-Петит
- Омонвиль-ла-Рог
- Сен-Жермен-де-Во
- Сент-Круа-Аг
- Тонвиль
- Флотманвиль-Аг
- Экюльвиль
- Эркевиль
- Юрвиль-Наквиль

Центром коммуны является Бомон-Аг. От него к новой коммуне перешли почтовый индекс и код INSEE. На картах в качестве координат Ла-Ага указываются координаты Бомон-Ага.

## Достопримечательности
- Церковь Святого Петра в Бивиле XIII—XVII веков
- Церковь Нотр-Дам-д'Аквиль XVI—XVII веков с колокольней
- Церковь Нотр-Дам в Бомон-Аг XV—XVIII веков, усыпальница семьи де Бомон
- Маяк де Гури (Ла-Аг) в крайне северо-западной точке полуострова Котантен
- Шато де Бомон XVI века
- Шато де Бранвиль XVII—XIX веков

## Экономика
Структура занятости населения:
- сельское хозяйство — 2,3 %
- промышленность — 45,8 %
- строительство — 8,5 %
- торговля, транспорт и сфера услуг — 30,4 %
- государственные и муниципальные службы — 13,0 %

Уровень безработицы (на 2018 год) — 8,0 % (Франция в целом —  13,4 %, департамент Манш — 10,4 %). 
Среднегодовой доход на 1 человека, евро (на 2018 год) — 23 530 (Франция в целом — 21 730, департамент Манш — 20 980).

## Администрация
Пост мэра Ла-Ага с 2020 года занимает Мануэла Майе (Manuela Mahier). На муниципальных выборах 2020 года возглавляемый ею левый список победил во 2-м туре, получив 47,90 % голосов (из трёх списков).
| Период | Период | Фамилия      | Партия                  | Примечания                                  |
| ------ | ------ | ------------ | ----------------------- | ------------------------------------------- |
| 2017   | 2020   | Ивлин Дрюэ   | Социалистическая партия | учитель                                     |
| 2020   |        | Мануэла Майе |                         | специалист по медицинской электрорадиологии |

## Галерея

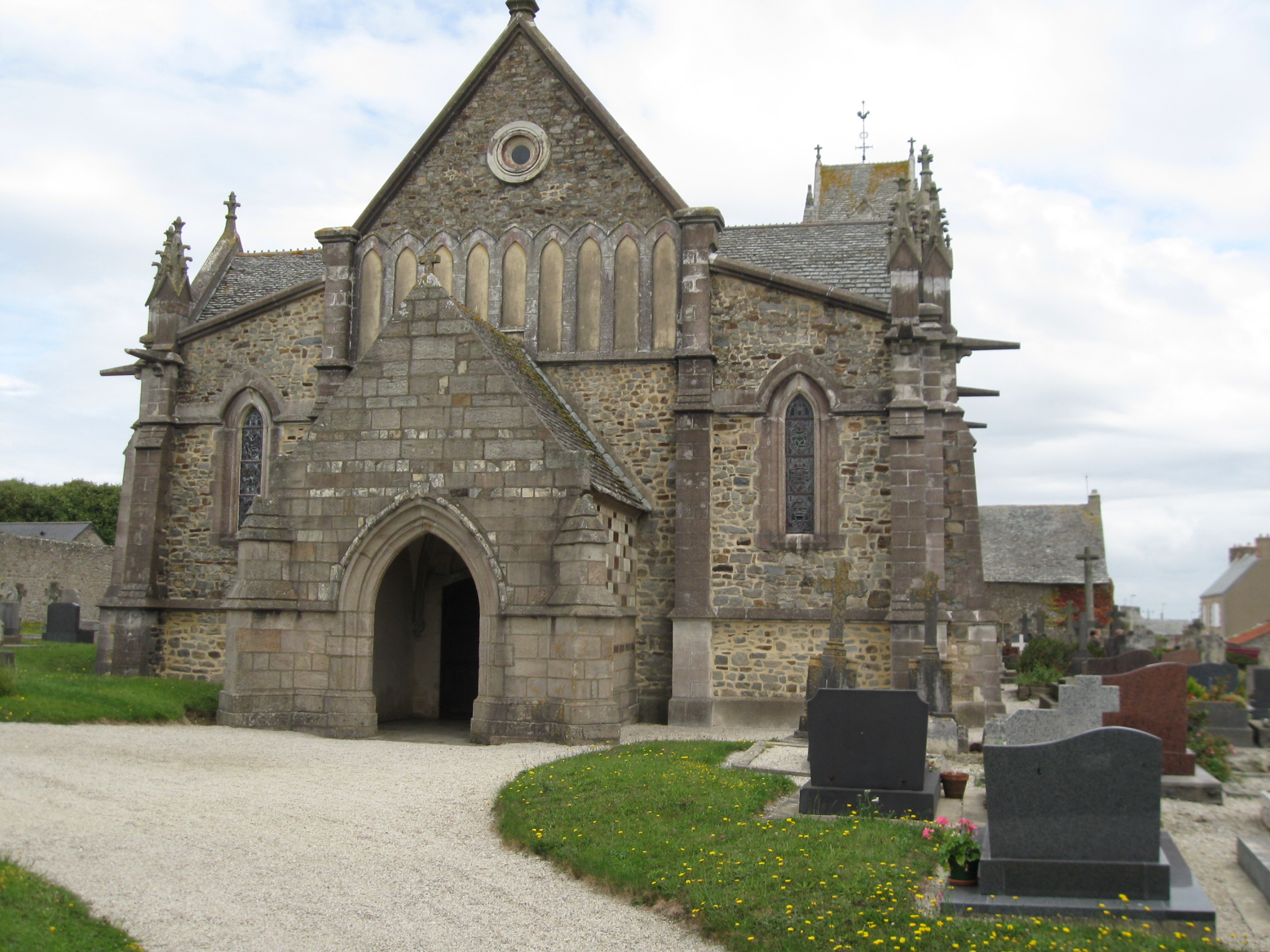
Церковь Святого Петра в Бивиле
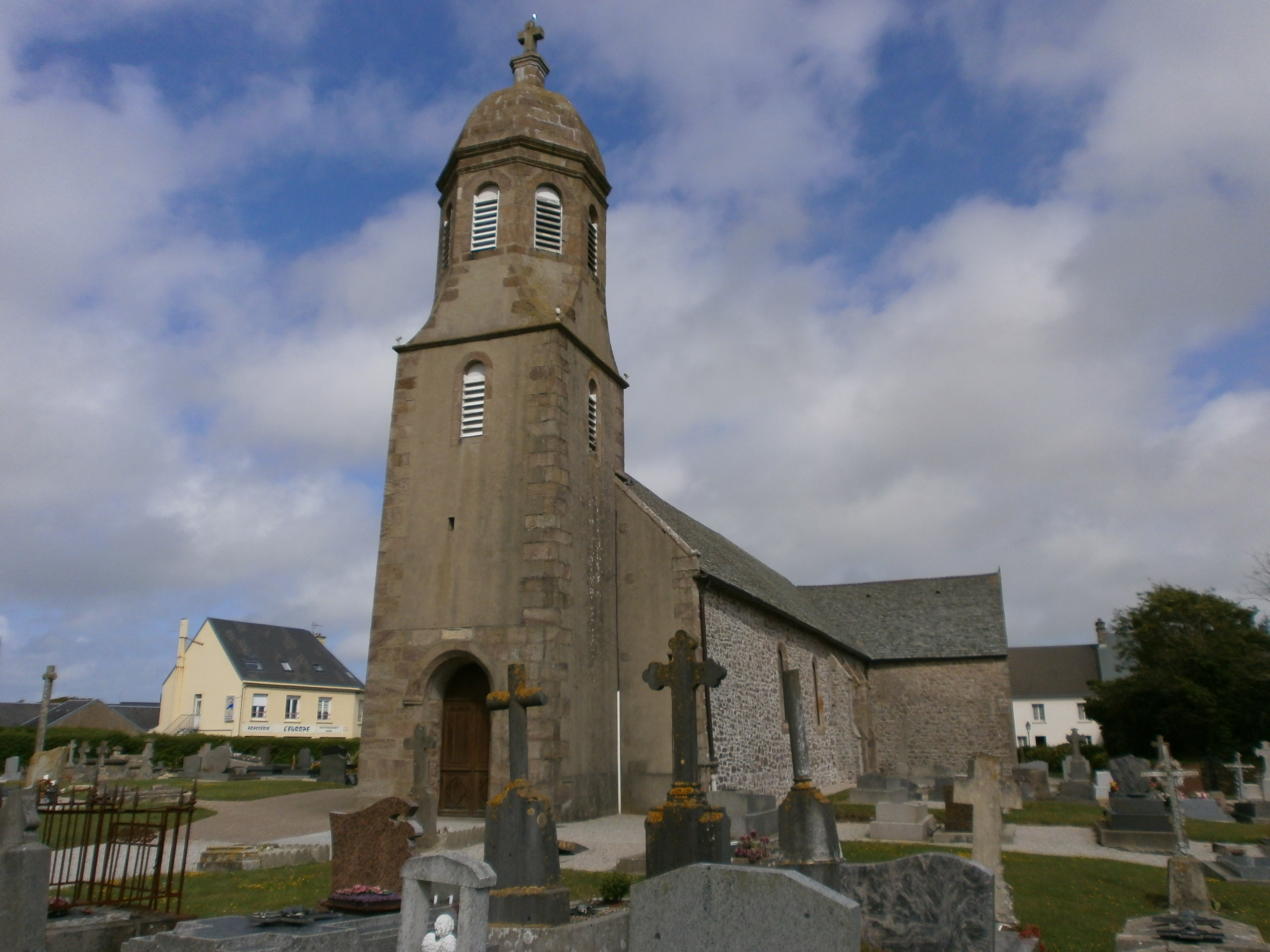
Церковь Нотр-Дам
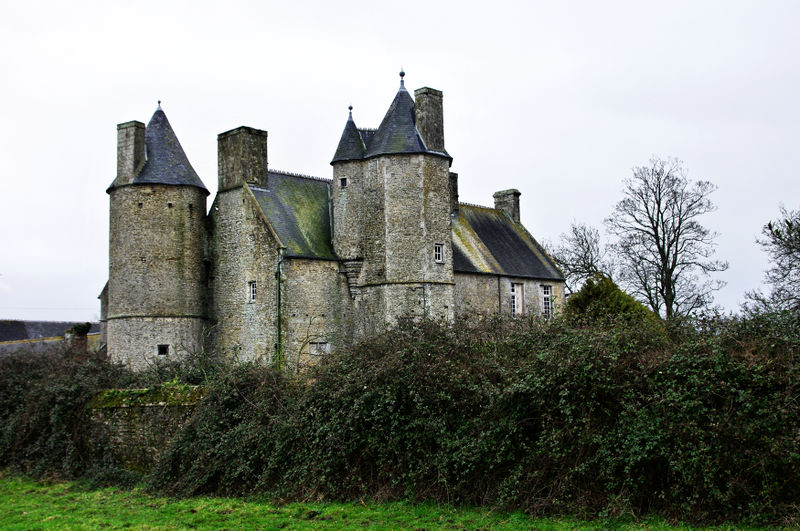
Шато Одервиль
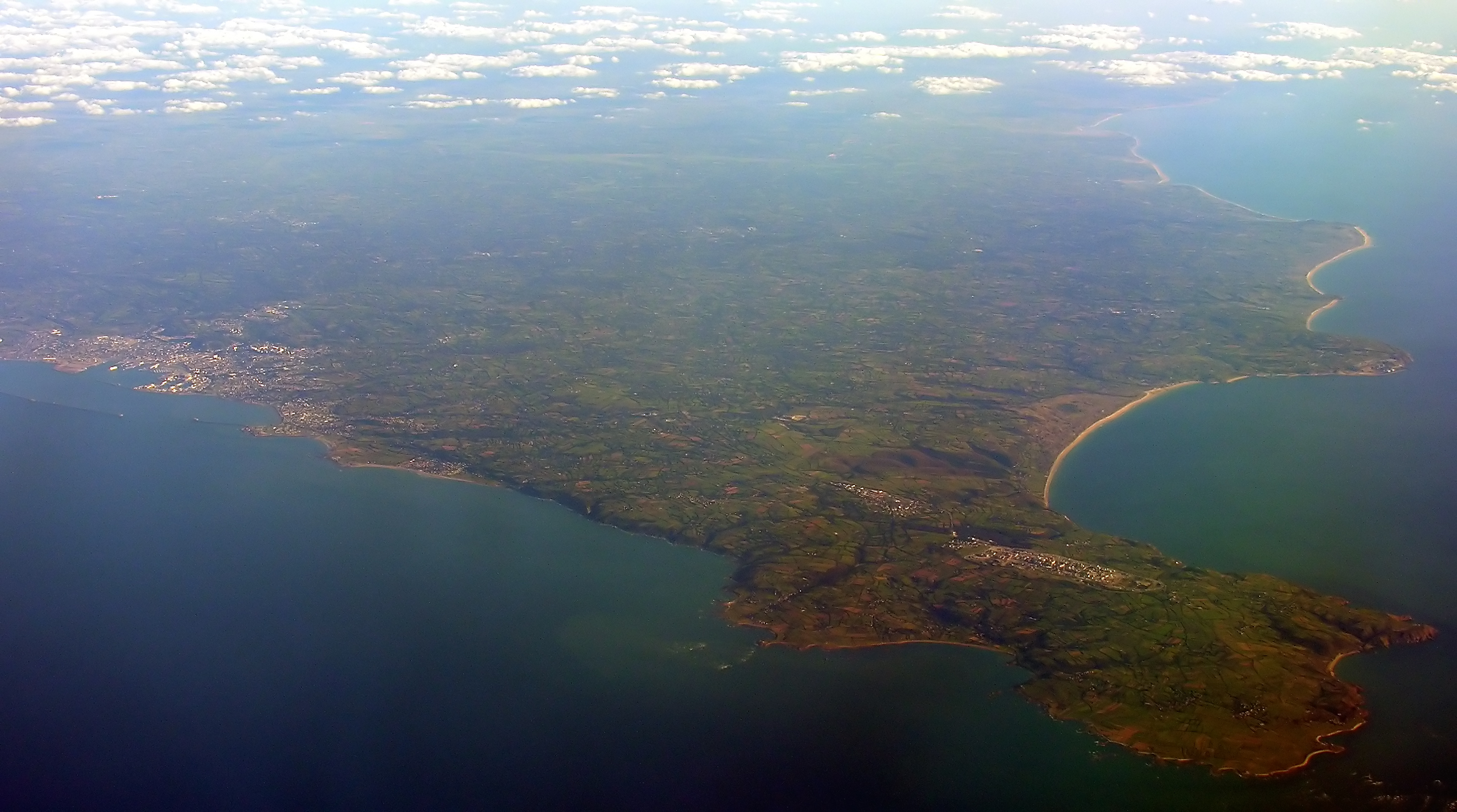
Вид с аэроплана на мыс Аг и Шербур-ан-Котантен
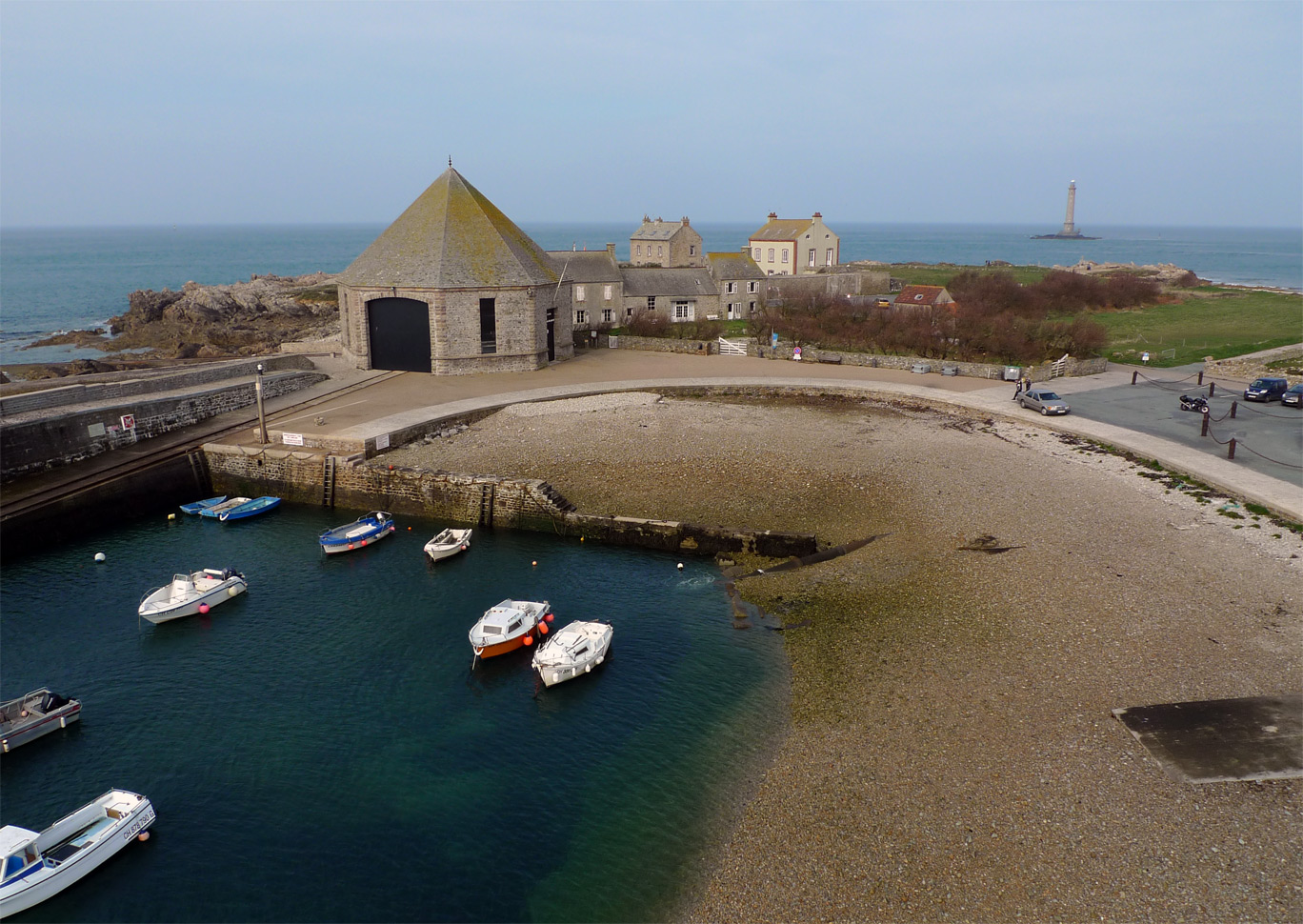
Порт и маяк Гури
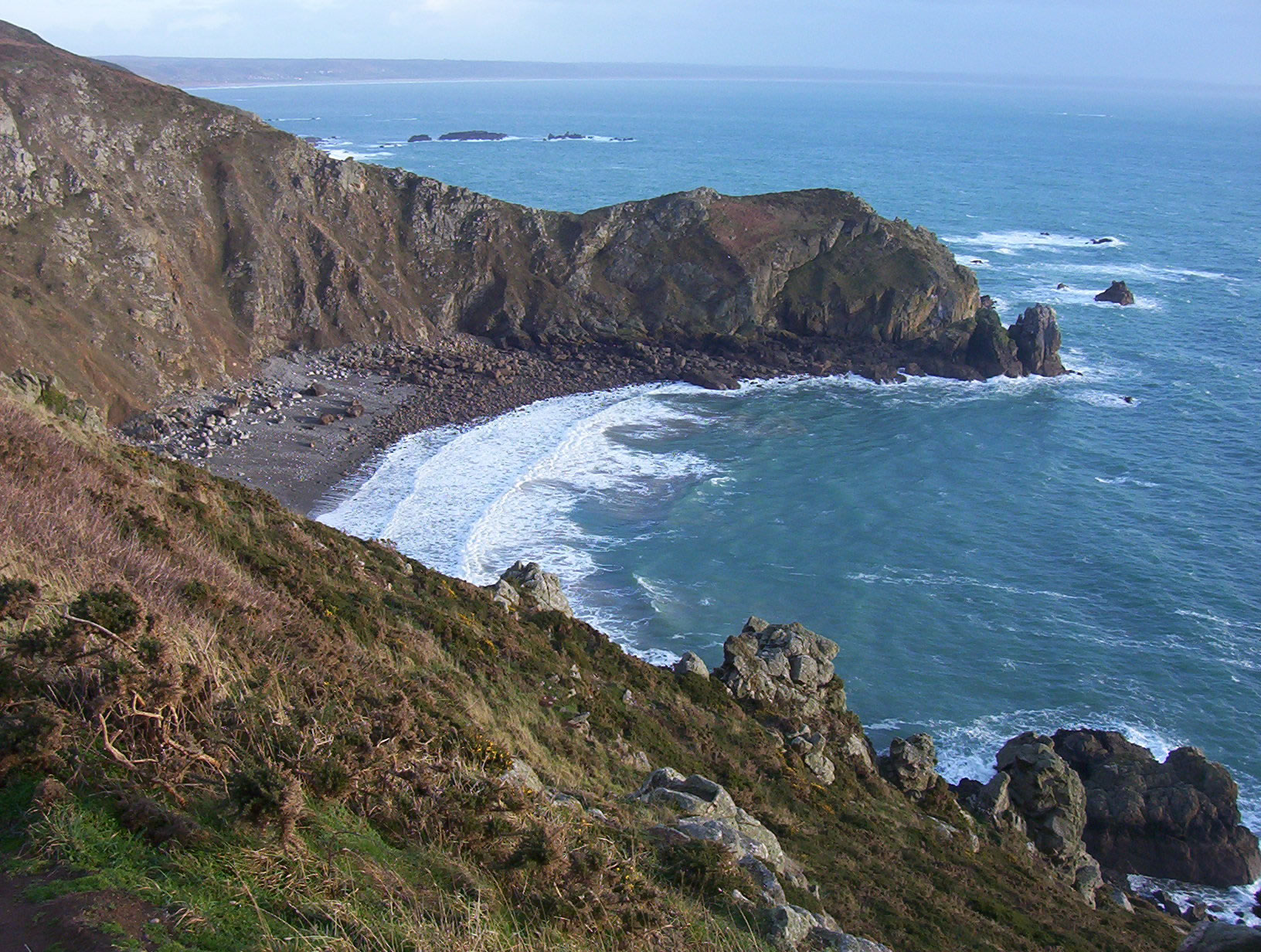
Побережье мыса Аг